# Joan Vilà Reyes
Joan Vilà Reyes   (Barcelona, 5 de juny de 1925 - Barcelona, 18 de gener de 2007) fou un industrial, pilotari, president del RCD Espanyol i president de la Federació Catalana de Pilota.

## Biografia
Durant la guerra civil va pelegrinar per França i Itàlia i va acabar instal·lant-se a Zarautz, on el seu pare va rellançar una modesta fàbrica tèxtil. Acabada la guerra va acabar el batxillerat a Barcelona i als vint anys va obtenir el títol d'Enginyer Tècnic Industrial Tèxtil. El 1942, la família Vilà va obrir a Pamplona un taller escola que quatre anys més tard es convertí en fàbrica, Manufacturas Arga.
Als 25 anys es va casar amb María Concepción Costa Oller, amb qui va tenir set fills.
A principis dels 1950 va fundar la seva pròpia empresa, anomenada Iwer, dedicant-se a la investigació i creació tecnològica tèxtil, produint patents que vendria a l'estranger. El 1956 va néixer Maquinaria Textil del Norte de España (Matesa), amb dotze milions de capital social, on va ser el conseller delegat. L'empresa radicada a Pamplona es va convertir en una de les més pròsperes dels anys seixanta, sobretot per l'explotació del teler sense llançadora.

### Vinculació amb lapilota basca
Com a jugador de pilota es va formar en el Club Vasconia, del qual també va ser directiu. Va jugar a pilota fins als trenta-tres anys a un bon nivell, assolint diversos títols de campió de Catalunya de pala llarga i un subcampionat d'Espanya formant parella amb el també futur president de la Federació Catalana, José Miguel Zuazu. Va ocupar entre 1963 i 1967 la presidència de la Federació Catalana de Pilota.

### Vinculació amb el RCD Espanyol
Va ser directiu del RCD Espanyol amb els presidents Cesáreo Castilla Delgado (1962) i Josep Fusté Noguera (1963-1966), i va arribar a la presidència el juliol de 1967 amb el suport de Juan Antonio Samaranch. Sota el seu mandat, l'Espanyol va ajuntar a cinc futbolistes excepcionals -José María, Cayetano Re, Rodilla, Amas i Marcial- que han passat a la història com "Els 5 dofins". Sota la seva presidència, l'Espanyol va inaugurar unes noves i confortables oficines del club al carrer de Villarroel, de Barcelona, que substituïen les del carrer de Còrsega.
La presidència de Vilà Reyes va estar marcada per l'escàndol Matesa, que va fer trontollar fins i tot les estructures del franquisme. Vilà Reyes, amic íntim del ministre del 'Plan del Desarrollo', Laureano López Rodó, va ser acusat d'un frau gegantí d'11.000 milions de pessetes, pel qual va ser condemnat a 223 anys de presó, i dels quals va estar 6 anys, 6 mesos i 415 dies a la presó de Carabanchel (Madrid). La crisi de govern va acabar amb el cessament, entre d'altres, de Manuel Fraga al davant del Ministeri d'Informació i Turisme. Fraga va permetre que la premsa tractés l'afer amb una mica més de llibertat de l'habitual i això va preocupar importants sectors del règim. Franco va indultar Vilà Reyes amb motiu del seu 35è aniversari en el poder. Vilà Reyes va deixar la presidència de l'Espanyol després de poc més de dos anys en el càrrec a causa de tot aquest escàndol.